# Alla Nazimova
Alla Nazimova (Алла Назимова) (Jalta, 1879. június 4./május 22. – Los Angeles, 1945. július 13.) Miriam Edez Adelaida Leventon (Мириам Эдес Аделаида Левентон) néven született. Orosz és amerikai színésznő, forgatókönyvíró és producer volt. Nazimova és Alia Nasimoff néven a legismertebb.

## Gyermekkor
Szülei Jakov Leventon és Szonya Horowitz voltak. A háromgyermekes zsidó család Jaltában élt. A szülők válása után bentlakásos iskolába, nevelőotthonba, rokonokhoz került. Koraérett gyerek volt, 7 éves koráig hegedült.
Tizenévesként kezdett érdeklődni a színház és a színészet iránt, színjátszásleckéket a moszkvai színiakadémián vett.

## Karrier
Nazimova színházi karrierje korán virágozni kezdett és 1903-tól már jelentős csillag volt Moszkvában és Szentpéterváron. Barátjával Pavel Orlenyevvel, egy hivalkodó színész és producerrel Londonban és Berlinben is fellépett. 1905-ben elköltöztek New Yorkba és alapítottak egy orosz nyelvű színházat a Lower East Side-on. A vállalkozás sikertelen volt és Orlenyev visszatért Oroszországba, míg Nazimova maradt New Yorkban.
Henry Miller amerikai producer és kritikus fedezte fel, együtt készültek az 1906-os debütálására a Broadway-n. Gyorsan rendkívül népszerűvé vált (egy színházat neveztek el róla) és jelentős Broadway csillag maradt éveken keresztül. Nazimova saját némafilmjében 1916-ban debütált, amely felkeltette Lewis J. Selznick figyelmét. A következő néhány év folyamán több nagyon sikeres filmet készített, ami jelentős mennyiségű bevételt hozott számára. 1917-ig 13 000 dollárt keresett hetente.
1918-ban Nazimova biztos volt a képességeiben és saját maga számára írt forgatókönyveket. A Doll's House és az Oscar Wilde műve alapján készült Salomé (mindkettő 1922) kudarc volt. 1925-ben nem engedhette meg magának, hogy befektessen egy új filmbe, és a pénzügyi támogatói is kezdtek elpártolni tőle. A filmezéssel felhagyott, visszatért a Brodwayre: Rouben Mamoulian, A Month in the Country, majd jött pár filmszerep: Escape (Robert Taylortól) és Blood and Sand (Tyron Powertől).

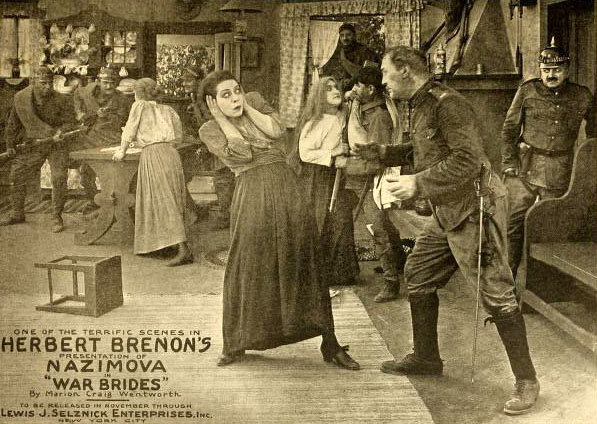
War Brides (1916)
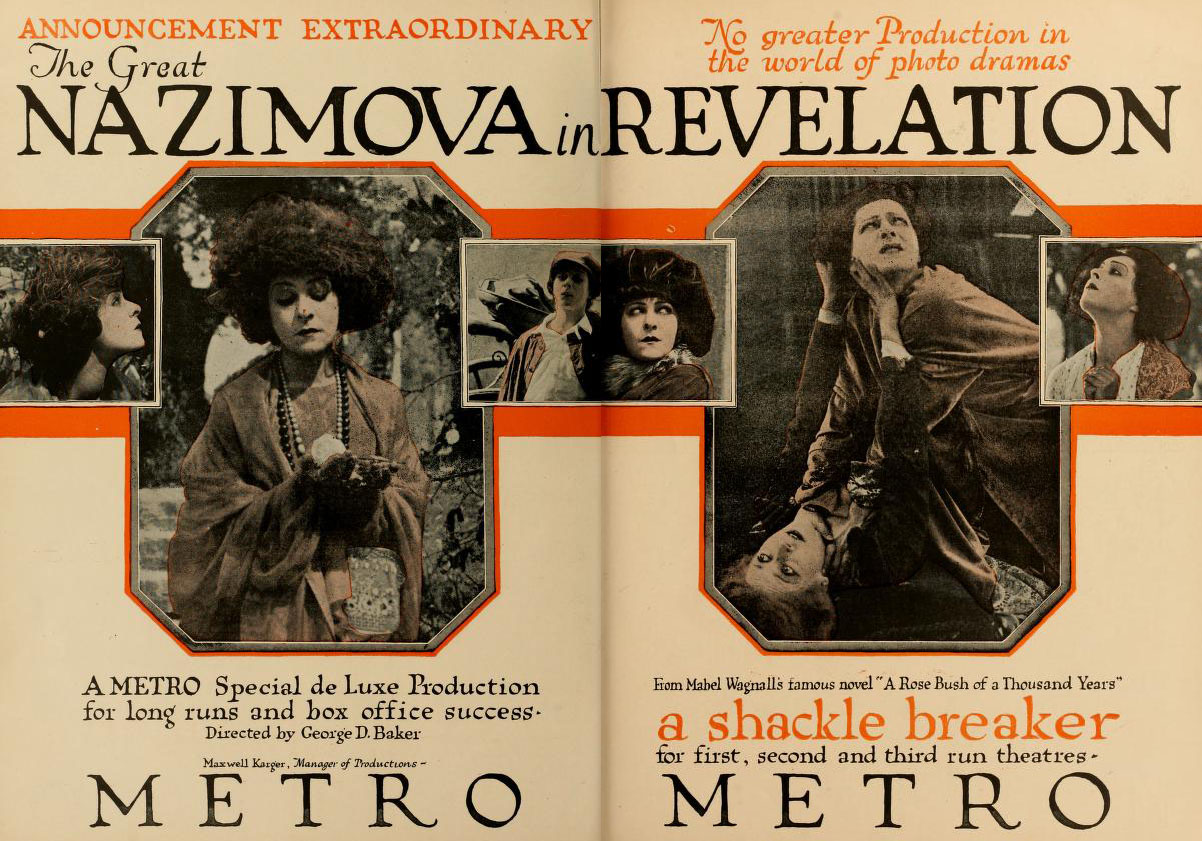
Revelation (1918)
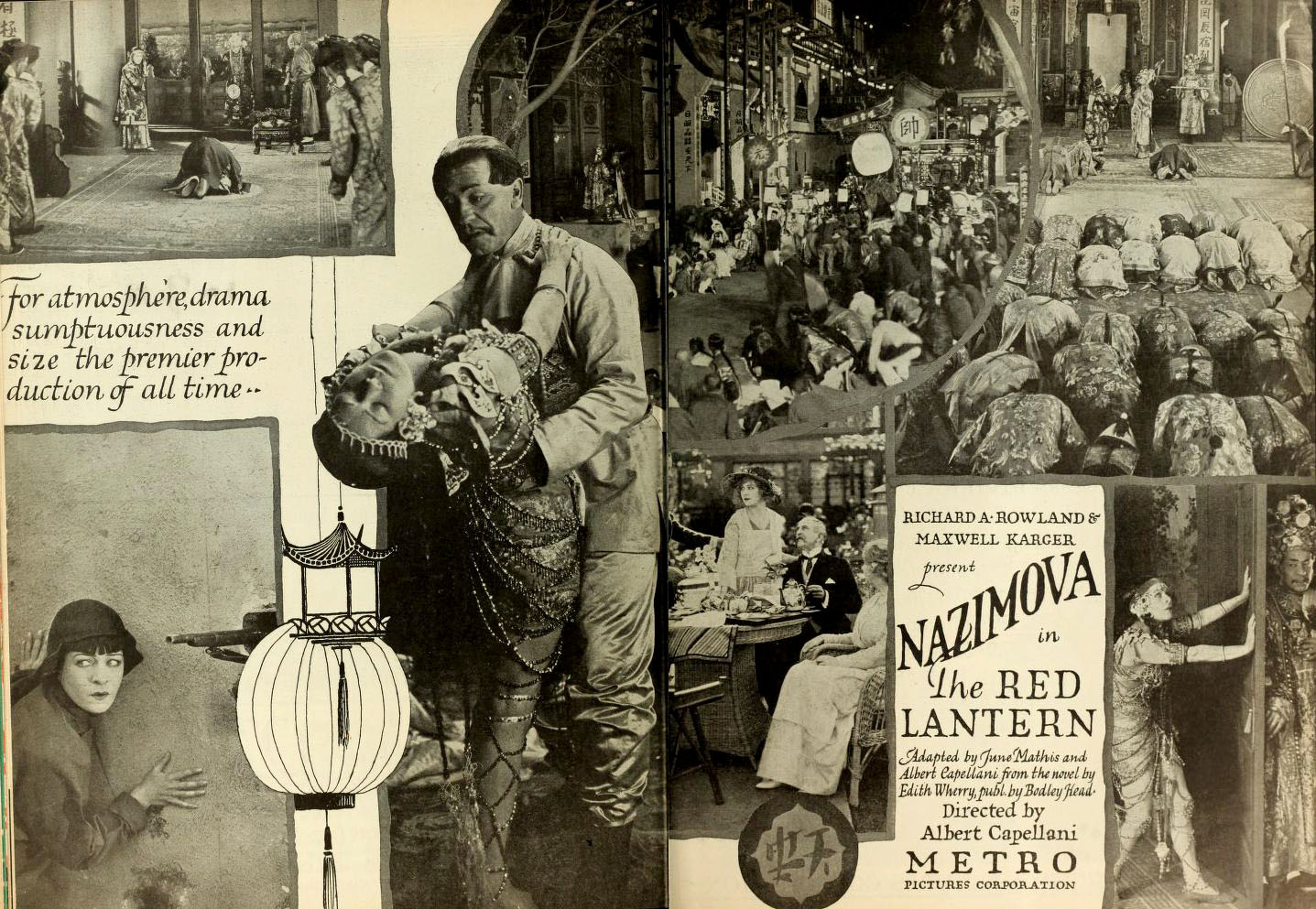
The Red Lantern (1919)

## Magánélet

### Házasság és gyerekek
1899-ben összeházasodott Szergej Golovinnal, egy színésztársával, de rövid időn belül elváltak. Mielőtt Amerikába ment, Nazimova Oroszországban világra hozott egy gyereket, de nem tudták, hogy a férj, vagy a szerető (Orlenyev) az apa.
1912-től 1925-ig Charles Bryanttel élt együtt.

### Kapcsolatai nőkkel
1917. és 1922. között nagy befolyással bírt Hollywoodban. Mindenki szerint rendkívül lovagias volt azokkal a fiatal színésznőkkel, akikben tehetséget látott, néhányukkal romantikusabbá vált ez a munka-kapcsolat. Például, mikor találkozott a fiatal Patsy Ruth Millerrel egy hollywoodi partin. Nazimova segítette Miller karrierjét.
Segítette Rudolph Valentino mindkét feleségét is, Jean Ackert és Natacha Rambovát. Ackerhez köze volt, azt viszont vitatják, hogy Rambova-val volt-e szexuális kapcsolata. Erről a leszbikus afférról Rudolph Valentinóról szóló életrajzban ír Emily Leider (Dark Lover).
Listáján szerepel még Eva Le Gallienne színésznő, Dorothy Arzner rendező, Mercedes de Acosta író, és Dolly Wilde, Oscar Wilde unokahúga.
Nazimova 1929-től haláláig Glesca Marshall-lal élt együtt.

## Halála
Nazimova 1945. július 13-án, 66 évesen halt meg szívtrombózisban. Filmes pályafutására egy csillag emlékeztet a Hollywood Walk of Fame-en.

## Filmográfia
| Év   | Cím                                  | Szerep                       |
| ---- | ------------------------------------ | ---------------------------- |
| 1916 | War Brides                           | Joan                         |
| 1918 | Revelation                           | Joline                       |
| 1918 | Toys of Fate                         | Zorah, Hagah                 |
| 1918 | A Woman of France rövidfilm          |                              |
| 1918 | A sivatag leánya Eye for Eye         | Hassouna                     |
| 1919 | Out of the Fog                       | Faith, Eve                   |
| 1919 | The Red Lantern                      | Mahlee Blanche               |
| 1919 | The Brat                             | kölyök                       |
| 1920 | Stronger Than Death                  | Sigrid Fersen                |
| 1920 | The Heart of a Child                 | Sally Snape                  |
| 1920 | Madame Peacock                       | Jane Goring, Gloria Cromwell |
| 1920 | Billions                             | Triloff hercegnő             |
| 1921 | Camille                              | Marguerite Gautier           |
| 1922 | A Doll's House                       | Nora Helmer                  |
| 1922 | Salomé                               | Salome                       |
| 1924 | Madonna of the Streets               | Mary Carlson, Mary Ainsleigh |
| 1925 | The Redeeming Sin                    | Joan                         |
| 1925 | My Son                               | Ana Silva                    |
| 1940 | Escape                               | Emmy Ritter                  |
| 1941 | Blood and Sand                       | Señora Augustias             |
| 1944 | The Bridge of San Luis Rey           | Doña Maria                   |
| 1944 | A mi időnkben In Our Time            | Zofia Orwid                  |
| 1944 | Mióta távol vagy Since You Went Away | Zofia Koslowska              |

## Fordítás
- Ez a szócikk részben vagy egészben  az   Alla Nazimova című angol Wikipédia-szócikk fordításán alapul.  Az eredeti cikk szerkesztőit annak laptörténete sorolja fel. Ez a jelzés csupán a megfogalmazás eredetét és a szerzői jogokat jelzi, nem szolgál a cikkben szereplő információk forrásmegjelöléseként.